# اوتو براور
اوتو براور (انگلیسی: Otto Brower؛ ‏ ۲ دسامبر ۱۸۹۵ – ۲۵ ژانویهٔ ۱۹۴۶) کارگردان اهل ایالات متحده آمریکا بود. وی بین سال‌های ۱۹۲۸ تا ۱۹۴۶، ۴۵ فیلم را کارگردانی کرد. او در گرند رپیدز، میشیگان زاده شد و در هالیوود، لس آنجلس از سکته قلبی درگذشت.

## فیلم‌شناسی
- بهمن (۱۹۲۸)
- لذت (۱۹۳۱)
- ارابه‌های جنگی (۱۹۳۱)
- هارد اومبره (۱۹۳۱)
- قانون دریا (۱۹۳۱)
- روح غرب (۱۹۳۲)
- مبارزه برای عدالت (۱۹۳۲)
- طلا (۱۹۳۲)
- راه گریزی ندارم (۱۹۳۴)
- جدال در آفتاب (۱۹۴۶)